# 코르모
코르모 (Cormoz)는 프랑스 오베르뉴론알프 앵주의 코뮌이다. 마을 주민은 '코르모지앙' (Cormoziens)이라고 부른다.

## 지리
사보야르 브레스 지역에 속한 코뮌으로, 동쪽으로는 세브롱강과 아비뇽강 (Avignon)이, 서쪽으로는 산모르트천 (Sâne Morte)이 흐른다. 부르캉브레스 아롱디스망, 생테티엔뒤부아 캉통에 속해 있으며, 바생드부르캉브레스 복합공동체의 일원이다.

## 명소
벨로르 예배당과 생팡크라스 교회가 있다. 생팡크라스 교회는 1852년에 지어지고 1881년에 증축되었다.
지역 축제로 와플 축제 (La fête des Gaufres)가 50년 넘게 이어져 오고 있다. 3월 마지막 주말 동안 이틀에 걸쳐 열리며, 일반 와플에서부터 치즈를 얹은 와플, 잼을 얹은 와플 등이 널리 팔린다.

## 같이 보기
- 앵주의 코뮌 목록